# Saga di Oddr l'arciere
Oddr l'arciere o La saga di Oddr l'arciere (in norreno Ǫrvar-Odds saga) è una saga islandese del XIII secolo.

## Fonti
La saga risale alla fine del XIII secolo e si crede sia opera di un autore islandese. La versione più antica (S) della leggenda è conservata in un codice del XIV secolo nella Royal Library di Stoccolma e rappresenta la copia di un documento antecedente andato perso.

Nella seconda metà dello stesso secolo si ritrova un'altra versione (M) della leggenda in un codice nell'Arnamagnaean Institute di Reykjavík. A partire dall'edizione M si sarebbe formata la cosiddetta edizione lunga (ABE), attestata sin dal XV secolo e conservata in tre codici sempre all'Arnamagnaean Institute, contenente molto materiale narrativo nuovo, caratterizzato dall'inserimento di ulteriori episodi e tecniche narrative particolari.

## Trama

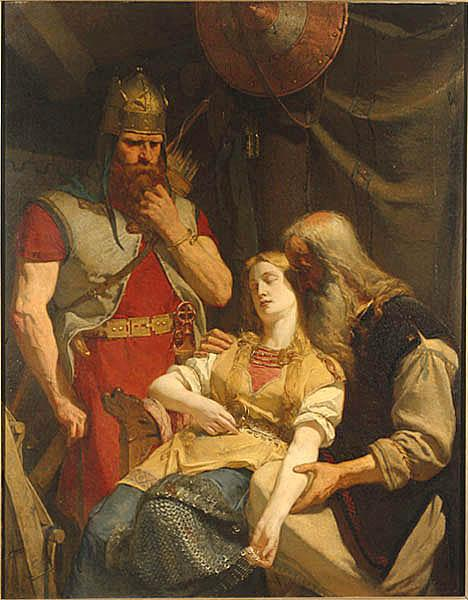
Orvar Odd informa Ingeborg della morte di Hjalmar, di August Malmström (1859).

La Saga di Oddr l'arciere inizia con una profezia: una misteriosa vǫlva (veggente) predice a Oddr una vita straordinariamente lunga ed errabonda che però lo porterà inevitabilmente a una morte senza gloria, ucciso dal suo cavallo Flaxi, nello stesso posto in cui è nato.

Il giovane vichingo proviene da una famiglia di proprietari terrieri, figlio di Grim Lodinkinni e nipote di Ketil Höing (ci sono differenti saghe che trattano di queste persone), è largamente conosciuto per il fatto di essere «il più forte e più bell'arciere tra tutti quelli che vivevano in Norvegia, e persino oltre», guadagnandosi il cognomen Ǫrvar-Oddr (in norreno Ǫrvar, "freccia", e Oddr, "picco", "lancia", "punta di un'arma").
Per sfuggire a questa previsione uccise il cavallo e lo seppellì in profondità, per poi lasciare la casa propria, nella Norvegia sud-occidentale, con l'intenzione di non tornare più.
In un perenne vortice di avventure, viaggi in terre reali e immaginarie, spedizioni e soprattutto battaglie, Oddr si dimostra un viaggiatore coraggioso, affronta senza timore le sfide più dure, eccelle in ogni arte: da un lato è un guerriero imbattibile, un conquistatore irrefrenabile, dall'altro si dimostra un maestro nell'arte poetica, un irreprensibile uomo con solidi valori.
Convertitosi al cristianesimo, egli non crede più nel fato, rifiuta di onorare qualsiasi dio pagano, ama le spedizioni che lo conducono a vagare nelle più remote e misteriose terre: l'eroe viaggia per molti anni con la sua flotta dal Finnmörk al Bjarmaland, dall'Upplönd all'Irlanda e alla Northumbria, dalla Sicilia alla Palestina, dall'Ungheria allo Hunaland e Bjalkaland, lasciando sempre una sorta di eredità spirituale alle popolazioni che incontra e sconfigge.
Oddr è protetto da un mantello magico ed è aiutato da frecce sovrannaturali regalate da suo padre adottivo prima della partenza, ma il lettore della saga gradualmente apprende che, nonostante la sua forza incalcolabile, egli è un uomo reale, in carne e ossa. Infatti, il vichingo sa cosa significa fallire, è vulnerabile al dolore, soffre per la spossatezza e la solitudine che si intensificano col passare degli anni, e la tragica morte di amici e compagni lascia un vuoto incolmabile in lui.
Tuttavia, né il suo valore come guerriero né la sua saggezza, e nemmeno la grande ricchezza delle esperienze potranno sottrarlo al suo destino verso la morte predetta: nonostante che nel frattempo fosse diventato re dello Húnaland, sposato con la principessa Silkisif e padre di diversi figli, col passare degli anni diventò nostalgico e volle tornare alla terra natale. Camminando sopra la tomba del vecchio cavallo Faxi, si fece beffe della vecchia profezia, ma inciampò sul teschio di un cavallo da cui spuntò un serpente. Il serpente lo morse provocandone la morte.

## Letteratura in prosa nell'Islanda del XIII secolo
Dal XII al XV secolo la letteratura fiorisce in Islanda, creando un corpus letterario molto consistente che, messo a confronto con la produzione continentale, è sorprendentemente vasto in proporzione alle dimensioni ridotte dell'isola. Il sistema letterario è ampiamente scritto in lingua volgare.

Tra XII e XIII secolo in Islanda vengono inventate le prime "Saghe realistiche", resoconti in forma di prosa sull'esperienza di coloni islandesi vissuti tra il 900 e 1050, durante il periodo della colonizzazione. Tale genere narrativo mirava a rispecchiare fedelmente la realtà, non lasciando spazio all'immaginazione e lasciandone molto poco all'elemento soprannaturale. L'intenzione sottostante a tale progetto era legittimare il potere delle famiglie dominanti islandesi alla luce di un passato leggendario accettato e condiviso. Nonostante ciò, la maggior parte delle saghe islandesi risale al XIII secolo, periodo in cui incontriamo le "Saghe fantastiche", che contengono materiale leggendario e irreale. All'interno di esse si sviluppano due rami letterari: le Saghe del tempo antico (Fornaldarsögur) e le Saghe dei cavalieri (Riddarasögur).

Le prime sono narrazioni di natura storiografica in prosa e riferiscono biografie di sovrani ed eroi norvegesi e danesi vissuti prima della colonizzazione islandese, secondo un approccio fittizio. Tra queste annoveriamo anche La saga di Oddr l'arciere.

Le altre saghe sono traduzioni letterali di opere cortesi francesi, prive di qualsiasi connessione con il primo periodo originale, e si propongono di avvicinare la Norvegia al modello dell'aristocrazia europea continentale.

## Rapporto tra la mitologia norrena e cristiana

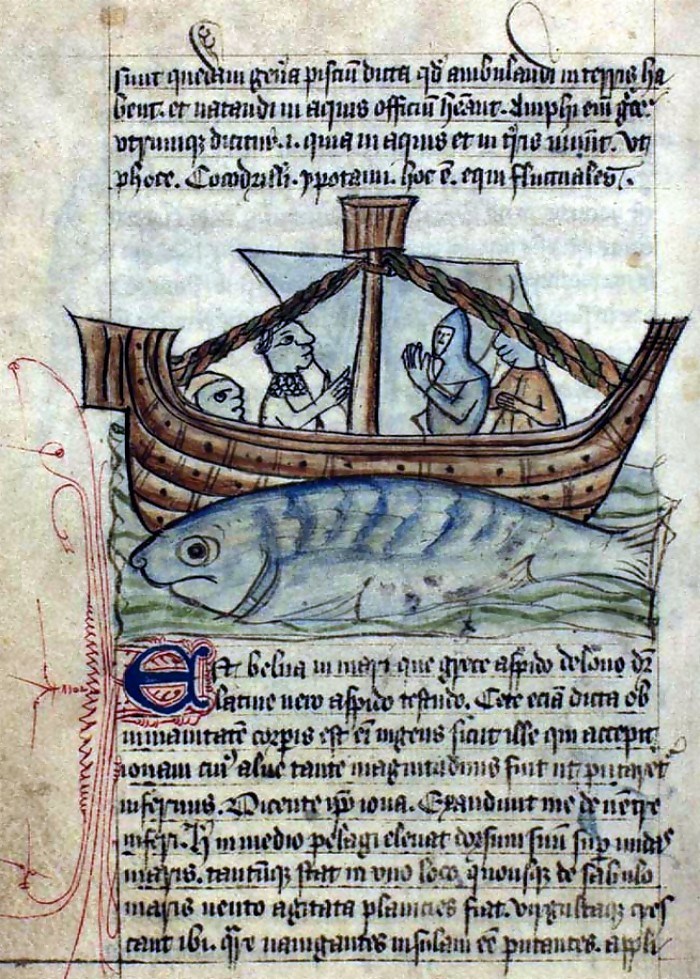
L'Aspidochelone, creatura citata nella saga, in una immagine tratta dal bestiario di Anne Walsh dell'inizio del XV secolo, conservato nella Danish Royal Library.

In tutta la narrazione vi è una compresenza di elementi propri della mitologia nordico-norrena e cristiani che si relazionano fra loro, spesso in modo contrastante agli occhi di un lettore contemporaneo. A titolo di esempio, si noti che la profezia, pur pronunciata da una adoratrice di idoli, si rivelerà non solo veritiera, ma il protagonista si fa coraggio con essa (sul luogo dove morirà e sul «molti più anni sono destinati a te più di qualunque altro»), consapevole di non poter morire nell'occasionale battaglia o tempesta; dunque esiste un destino che governa le vicende umane conoscibile con mezzi rituali e magici, condannabili però dal punto di vista cristiano.

Tutta la saga è pervasa di magia pagana (i doni di Gusir, ovvero le frecce infallibili donate dal padre adottivo e poi da Jólf, il Fylgja che compare sotto forma di orso bianco a Gudmundr, la tempesta scagliata dai Lapponi sulla nave, i giganti nel Bjarmaland, la terra del nord, la veste invulnerabile donata dalla principessa irlandese Ölvör, Tyrfing, ovvero la spada magica forgiata dai nani, le arti incantatore di Gyda, moglie di re Álfr annullate da Haki, anch'esso esperto di magia), che sembrano essere state recepite dal narratore cristiano senza che questi ne avvertisse l'incompatibilità logica. Eppure, il protagonista disprezza fin da fanciullo i culti pagani, irride all'uso di chinarsi di fronte ad un pezzo di legno o di pietra, insulta e colpisce la veggente, rivolge il suo astio verso il padre adottivo che la ha ospitata, ben prima della sua conversione al cristianesimo nella seconda parte della saga.
Tale contrasto non può risolversi che tenendo presente due aspetti. Innanzitutto il credo dell'islandese precristiano è un insieme di concezioni pagane come di pratiche comuni che pervadono, disegnano e governano l'universo, la natura come la società. Anche dopo la cristianizzazione dell'isola, essi perdurarono non come semplici sopravvivenze di un sistema religioso superato, ma con veri e propri topoi ricorrenti nella letteratura islandese del medioevo quale parte integrante del mondo in essa rappresentato.

Significativo è il termine norreno sidr (letteralmente "usanze", "mores"), utilizzato per indicare quella che in tempi moderni si definisce "religione". Dopo la conversione, gli islandesi distingueranno tra inn forni sidr (il costume antico, cioè il paganesimo) e in nýi sidr (il costume nuovo, il cristianesimo). Se tra i due culti vi sono prese di posizione aspre, tra le concezioni del mondo dei due costumi non vi è una frattura netta, piuttosto tra essi si svolge l'intera saga.
Inoltre, la coesistenza di due credi, uno alto, cristiano, laudabile, con uno pagano, esecrabile, può ancora sussistere in una visione enoteista dell'universo. In tale ottica, il narratore non perde occasione per esaltare il nuovo credo e le virtù definibili come cristiane del protagonista prima ancora della sua conversione, mentre pur non arrivando a definire i vecchi Dèi di ieri come i nuovi demoni di oggi, poco ci manca: definisce Odino uno skratti, che può indicare tanto uno stregone quanto un mostro, un demone. Nella prima parte della saga gli Æsir erano indistintamente definiti come idoli dal culto vano. A conversione avvenuta, li attacca nominandoli, facendosi beffe perché non sanno sottrarsi dall'incendio e condannando duramente a chi si affida a loro:
(Saga di Oddr l'arciere, cap. XLIV)
A questi due aspetti, occorre osservare come il narratore (vissuto nel XIII secolo) si trovi nella difficoltà di ricostruire e ridar vita ad un passato di alcuni secoli prima (la saga è ambientata nel IX e nel X secolo, sebbene il protagonista fu ospite di re Ingjald, del VII secolo), eredita materiale antico, ricostruisce usi ormai cessati all'interno del testo scontrandosi con la differente morale del nuovo credo: si pensi che al capitolo XVIII il narratore fa adottare a Hjálmarr e Oddr un presunto "codice vichingo", dal sapore alquanto cristiano, come insieme di regole da attenersi, quando invece è piuttosto difficile eliminare razzie, saccheggi e violenze dalla biografia di un vichingo (infatti tale codice verrà poi in larga parte disatteso nei capitoli successivi). Occorre quindi ricordare al lettore di trovarsi di fronte al riflesso di un riflesso: la saga non testimonia direttamente gli usi e i concezioni dell'epoca dell'eroe, ma quelli che l'epoca del narratore rammenta del passato.

## Influenze e relazioni con altre opere
La morale della derisione della profezia da parte di Örvar-Oddr e della sua morte hanno paralleli con la Cronaca degli anni passati, più antica, che descrive la morte di Oleg in maniera pressoché identica.
Parallelismi si possono riscontrare inoltre con l'Heimskringla, tra il viaggio nel Bjarmaland e il pellegrinaggio a Gerusalemme.
La battaglia a Samsø tra Oddr e Hjálmarr contro Angantyr, possessore della spada magica Tyrfing, é narrato anche nella Saga di Hervör; le due saghe ne condividono una parte, il Canto di morte di Hjálmarr, con differenze di scarso rilievo.
Alcuni personaggi, come Grim Lodinkinni e re Ingjald appaiono in diverse altre saghe precedenti e successive.
Oddr è menzionato anche nel Gesta Danorum, sempre al riguardo della battaglia di Samsø.
La morte di Oleg causata dal "teschio di un cavallo" è il soggetto di una delle più famose ballate in lingua russa, scritta da Aleksandr Sergeevič Puškin nel 1826.
Entrambe le versioni della saga sono state tradotte in latino e sono state incluse nella prima edizione delle Fornaldarsögur Nordlanda, pubblicate tra il 1829 e il 1830.

Nel 1970 Hermann Pállson e Paul Edwards hanno tradotto in inglese la versione più estesa della saga, e tale traduzione è stata pubblicata nuovamente nel 1985 in Seven Viking Romances.